# Hesthesis
Hesthesis is een kevergeslacht uit de familie van de boktorren (Cerambycidae). De wetenschappelijke naam van het geslacht werd voor het eerst geldig gepubliceerd in 1840 door Newman.

## Soorten
Hesthesis omvat de volgende soorten:
- Hesthesis acutipennis Pascoe, 1863
- Hesthesis angulatus Pascoe, 1863
- Hesthesis assimilis Carter, 1928
- Hesthesis bizonatus Newman, 1840
- Hesthesis cingulata (Kirby, 1818)
- Hesthesis crabroides Carter, 1928
- Hesthesis divergens Carter, 1933
- Hesthesis ferrugineus (Boisduval, 1835)
- Hesthesis montana Carter, 1928
- Hesthesis murinus Pascoe, 1863
- Hesthesis ornata Saunders, 1850
- Hesthesis plorator Pascoe, 1862
- Hesthesis rufodorsalis Carter, 1932
- Hesthesis variegatus (Fabricius, 1775)
- Hesthesis vesparius Pascoe, 1863
- Hesthesis vigilans Pascoe, 1863